# Архивистика
Архивистика је наука која се бави проучавањем метода заштите архивске грађе ради њеног кориштења као извор.

## Историја
Од 19. века рад архиве је углавном био усмерен на потребе историчара. Након Другог светског рата архив постепено губи примат и начин на који се долази до извора почиње да се мења у свету историје.

## Архивска теорија и техника
Архив је установа која се бави заштитом, прикупљањем, уређивањем, чувањем и давањем архивске грађе за употребу.
Архивска теорија проучава основне архивске појмове, принципе и методе рада, историју архивистике и његов однос према другим сродним наукама.
Архивска техника проучава мере и поступке физичке заштите, конзервације и рестаурације архивске грађе.

## Методе сређивање грађе
Непосредна метода подразумева успостављање распореда архивске грађе без икакве помоћне евиденције. Посредна метода подразумева исписивање картица за сваку техничку јединицу, затим њихово сређивање, а тек онда и према њима, сређивање архивског материјала.
Ако постоји више верзија садржаја који су исти или слични, може се сачувати само најбоља. У том случају, додатни критеријуми би били:
- Потпуност, јединственост, непоновљивост - предност на даље чување имали би документи у којима су ти подаци представљени најпотпуније, на јединствен начин и без понављања познатих.

- Репрезентативност - предност би имали они документи у којима су детаљније описане исте појаве, ствари и догађаји

- Разноликост - ако постоје супротна гледишта или њихова различита тумачења о истој појави, предност би имала коначна и прихваћена.

- Апсорпција и концентрација података - у односу на појединачне и аналитичке податке, предност би имали документи у којима су подаци сумирани, односно апсорбирани

## Архивист
Дужност једног архивисте укључују прикупљање и процену нових збирки, уређење и опис архивске грађе, пружање референтних услуга и очување материјала. При обради материјала, архивист примењује два важна начела: порекло и изворни поредак.